# Чесноков, Николай Иванович
Николай Иванович Чесноков (1921—2002) — советский горный инженер, лауреат государственных премий.

## Биография
Родился 29 августа 1921 г. в г. Кинешма Ивановской губернии.
В декабре 1946 г. окончил Московский горный институт с квалификацией «горный инженер».
Работал на угольных шахтах Карагандинского и Подмосковного угольных бассейнов, последняя должность — начальник участка на шахте комбината «Москвоуголь».
С января 1950 по 9 декабоя 1957 г. на урановых рудниках и в администрации Советско-Германского АО «Висмут» (главный инженер шахты 0-72 (Зибеншлеен), начальник рудоуправления Нидершлем-Альберод, с 1957 г. главный инженер — зам. гендиректора СГАО).
При его непосредственном участии принимались технические решения по вскрытию глубоких (более 1000 м) горизонтов жильного уранового месторождения Нидершлем-Альберод в Рудных горах Саксонии, по организации кондиционирования воздуха.
Руководил разработкой и внедрением систем с твердеющей закладкой на Роннебургском месторождении урана, где урановые руды склонны к самовозгоранию.
С 1958 по 1962 г. — заместитель главного инженера ГУ Минсредмаша по добыче и обогащению природного урана на советских и зарубежных предприятиях. С 1963 по 1991 г. — начальник 8 Управления Минсредмаша (руководство и координация деятельности уранодобывающих предприятий Болгарии, Венгрии, ГДР, Румынии и Монголии). Одновременно с 1986 по 1990 год председатель правления СГАО «Висмут».
Способствовал техническому перевооружению карьеров открытой добычи урана в Шевченко и Учкудуке, оснащению их отечественной и зарубежной техникой — роторными экскаваторами, отвалообразователями и перегружателями, что привело к увеличению добычи урана.
Кандидат технических наук.
За уникальные инженерно-технические решения и работы по созданию мощной сырьевой базы урана в СГАО «Висмут» Н. И. Чеснокову присуждена Ленинская премия (1966).
Государственная премия СССР (1982) — за разработку и внедрение новой техники и технологии при отработке пожароопасного уранового месторождения Роннебургского рудного поля (в составе коллектива: Авраменко Александр Васильевич, Андреев Георгий Георгиевич, Балковой Петр Ильич, Волощук Семён Николаевич, Лисовский Георгий Дмитриевич, Найденко Юрий Максимович, Назаркин Валентин Павлович, Подоляко Леонид Георгиевич, Тормышев Леонид Михайлович, Шевченко Борис Фёдорович, Чесноков Николай Иванович).
Заслуженный горняк ГДР. Награждён орденами и медалями СССР, знаками «Шахтёрская слава» трех степеней, а также орденами ГДР, Болгарии, Венгрии, Чехословакии и Монголии.
Автор книги:
- «Создание и развитие уранодобывающей промышленности в странах Восточной Европы». М.: Информационно-издательский центр «Информ-Знание», 1998.